# The Vaselines
The Vaselines est un groupe de rock britannique, originaire de Glasgow, en Écosse.

## Biographie

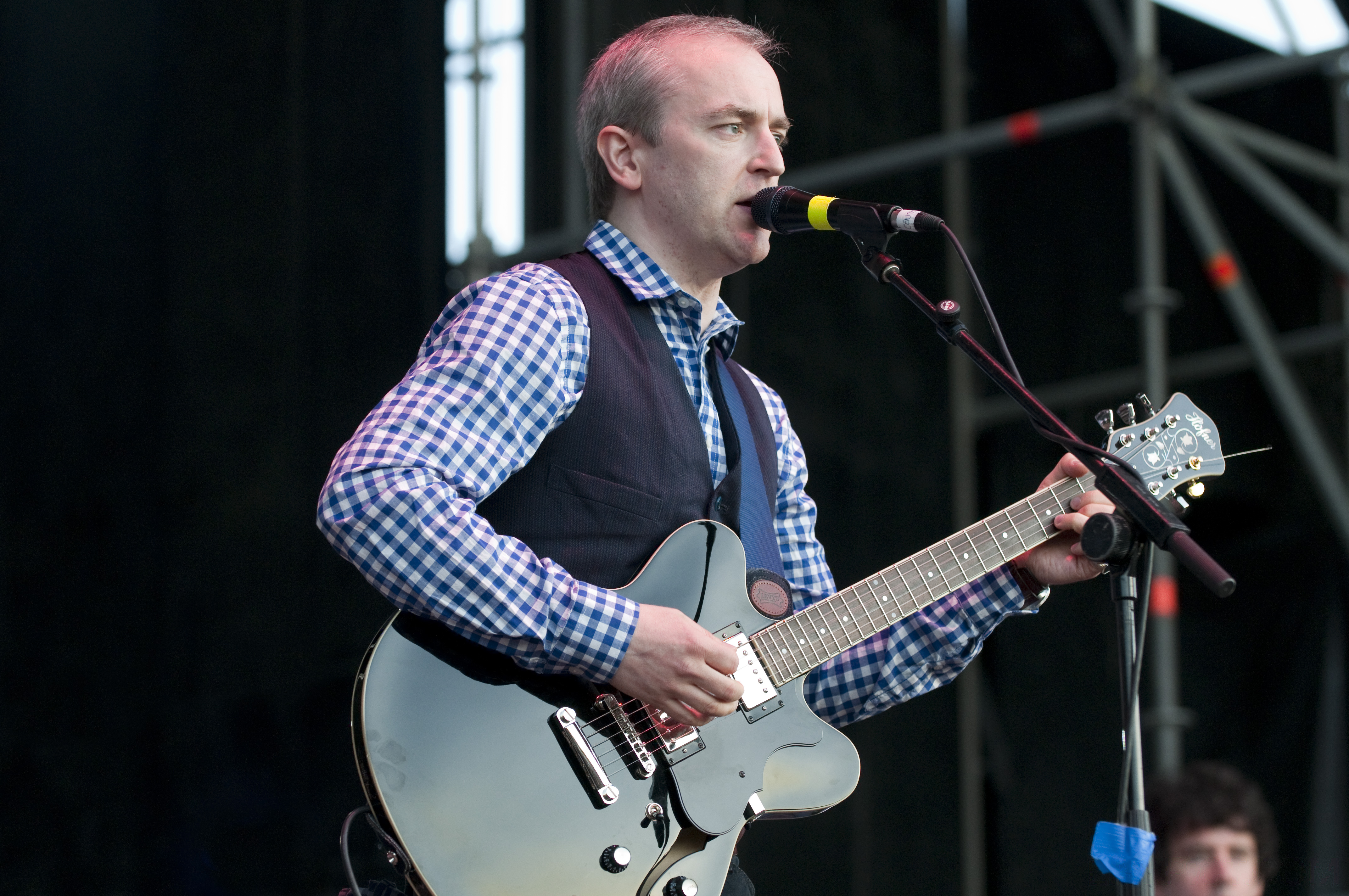
Eugene Kelly (guitariste et membre fondateur du groupe).

Les Vaselines sont formés en 1986, et publient deux EP, Son of a Gun, qui incluait une version retravaillée du You Think You're a Man de Divine en face B, et Dying For It, qui comprend les chansons Molly's Lips et Jesus Wants Me for a Sunbeam, les deux seront reprises plus tard par Nirvana. En 1989, ils publient leur premier et unique album, Dum-Dum, sur 53rd & 3rd. Le groupe se sépare rapidement après sa publication. Ils se reforment brièvement en 1990 pour la première partie de Nirvana quand ces derniers jouent à Édimbourg.
Bien qu'ils n'aient que peu été connus en dehors de l'Écosse durant leur courte carrière, leur association avec Nirvana contribue à la renommée du groupe. Avec leurs chansons Son of a Gun et Molly's Lips reprises par Nirvana sur leur album de faces B, Incesticide et Jesus Doesn't Want Me for a Sunbeam, durant leur performance acoustique de 1993 à New York, le groupe acquiert une nouvelle audience. Au Reading Festival de 1991, Kelly rejoint Nirvana sur scène pour jouer Molly's Lips. En 1992, Sub Pop publie The Way of the Vaselines : A Complete History, une compilation qui contenait toute la production des Vaselines.

### Retour
Kelly part trouver le groupe Captain America (plus tard renommé Eugenius après des problèmes légaux avec Marvel Comics), a soutenu Nirvana sur leur tournée mondiale, et est devenu un guitariste rythmique de BMX Bandits. Il jouera en solo. McKee fonde le groupe Suckle, et publie son premier album solo Sunny Moon en 2006. Durant l'été 2006, McKee et Kelly sont montés ensemble sur scène pour la première fois depuis 1990 pour jouer un set de chansons des Vaselines, comme une partie d'une tournée conjointe pour promouvoir leurs albums solo respectifs.
Le second album du groupe intitulé Sex With an X, et produit à nouveau par Jamie Watson, est publié le 14 septembre 2010. Le 16 juin 2014, The Vaselines diffuse son nouveau single One Lost Year, et annonce la sortie d'un nouvel album, baptisé V for Vaselines, le 29 septembre 2014. The Vaselines jouent leur dernier concert en date le 28 janvier 2016 à West Hollywood, Californie, au Roxy Theater.

## Style musical
Les Vaselines sont un des groupes précurseurs du rock alternatif qui allait inonder les années 1990, et sont l'un des groupes ayant inspiré Kurt Cobain, le défunt leader de Nirvana, le groupe de Seattle ayant par son succès relancé l'engouement pour punk rock et le rock alternatif, indépendant et lo-fi après les années 1980 dominées par le glam rock, le hard FM et le heavy metal. En 1993, lors du MTV Unplugged in New York, le groupe américain Nirvana reprend et réadapte un de leurs morceaux : Jesus Wants Me for a Sunbeam (renommé Jesus Doesn't Want Me for a Sunbeam) ; morceau durant lequel Krist Novoselic (habituellement bassiste du groupe grunge) joue de l'accordéon.
Kurt Cobain citera souvent The Vaselines comme un de ses groupes favoris et Kelly et McKee comme « ses compositeurs favoris depuis toujours,. » Nirvana reprendra d'ailleurs les chansons Molly's Lips et Son of a Gun, qui sont incluses sur la compilation Incesticide lancée par Geffen Records en décembre 1992. Le prénom de la fille de Cobain, Frances Bean Cobain, lui est donné en hommage à Frances McKee (le prénom Bean signifiant, quant à lui, haricot, et viendrait de la forme du fœtus durant une échographie, qui l'a inspiré à Cobain),,.

## Discographie

### Albums studio
- 1989 : Dum-Dum
- 2010 : Sex With an X
- 2014 : V for Vaselines

### EP
- 1987 : Son of a Gun
- 1988 : Dying for It

### Compilations
- 1992 : The Way of the Vaselines
- 1995 : All The Stuff and More...
- 2009 : Enter The Vaselines